# Ascella
Ascella (zeta Sagittarii) is een heldere ster in het sterrenbeeld Boogschutter (Sagittarius).
Ascella vormt het zuidoostelijke gedeelte van het handvat van het gemakkelijk te herkennen asterisme Theepot (Teapot) dat het centrale gedeelte van het sterrenbeeld Boogschutter inneemt. Vanuit de Benelux gezien klimt Ascella, tijdens de culminatie, tot 9 graden boven de zuidelijke horizon. Op 1 en een halve graad ten westzuidwesten van Ascella is de bolvormige sterrenhoop Messier 54 te vinden.

## Gidssterren
Ascella kan samen met Tau Sagittarii als een koppel gidssterren fungeren om op zoek te gaan naar de zuidelijker gelegen sterren Alpha en Gamma Coronae Australis, die, tijdens het culmineren en gezien vanuit de Benelux, tot slechts 1 en 2 graden boven de zuidelijke horizon klimmen. Een zeer transparante atmosfeer is vereist, evenals een vlakke horizon, om beide sterren van het sterrenbeeld Zuiderkroon met behulp van telescopen of verrekijkers te zien te krijgen.